# 瓦尔德西沃斯多夫
瓦尔德西沃斯多夫（德語：Waldsieversdorf）是德国勃兰登堡州的市镇，隶属于梅尔基施-奥得兰县。总面积为15.57平方千米，截至2023年12月31日总人口为846人。